# Người ngoài hành tinh viếng thăm
Trong suốt lịch sử, một số người đã tuyên bố những trải nghiệm được cho là kết quả của sự viếng thăm từ người ngoài hành tinh. Trong khi một số yếu tố của các chuyến thăm ngoài Trái Đất rất đa dạng, cấu trúc cơ bản vẫn giữ nguyên, thúc đẩy nghiên cứu sâu hơn về chủ đề này. Nhìn chung, người ngoài hành tinh viếng thăm đề cập đến một cuộc gặp gỡ cố ý giữa một người ngoài hành tinh với một con người. Để người ngoài hành tinh viếng thăm được coi là một vấn đề thực sự giữa các nhà nghiên cứu, người ngoài hành tinh phải được chứng minh là có động lực hợp lệ để đến thăm, và cuộc gặp gỡ phải có khả năng xét về mặt khoa học và có thể xảy ra. Tính đến nay, các nhà nghiên cứu khác nhau đã đưa ra những lý thuyết về tính hợp lệ của việc người ngoài hành tinh viếng thăm.

## Động cơ
Các động cơ được đề xuất cho các chuyến thăm ngoài Trái Đất có thể được phân loại thành ba phần phụ: 1) cố gắng ảnh hưởng đến tương lai của nhân loại, 2) cố gắng cảnh báo hoặc soi sáng và 3) sử dụng thử nghiệm.

### Cố gắng ảnh hưởng đến tương lai nhân loại
Theo giả thuyết nhà du hành vũ trụ cổ, người ngoài hành tinh đã can dự vào trong công việc của người nguyên thủy. Hơn nữa, Erich Von Däniken, một tín đồ của thuyết nhà du hành vũ trụ cổ nổi tiếng, cho rằng các vị thần của nền văn hóa cổ đại đã cố gắng giải thích cho sự thăm viếng của người ngoài hành tinh. Bởi vì giả thuyết của Von Däniken được coi là hoàn toàn suy đoán, giả thuyết nhà du hành vũ trụ cổ không có sự ủng hộ trong cộng đồng khoa học. Theo các tín đồ thuyết nhà du hành vũ trụ cổ, bằng chứng về người ngoài hành tinh viếng thăm trong thời cổ đại được tìm thấy phổ biến trong các mô hình nghệ thuật, công nghệ và kỹ thuật. Đối với họ, những bức tượng Moai trên Đảo Phục Sinh, Kim tự tháp Ai Cập và Stonehenge đều có thể được giải thích một cách dễ dàng thông qua giả thuyết nhà du hành vũ trụ cổ. Họ còn đưa ra lập luận rằng những tiến bộ công nghệ trong thời cổ đại là kết quả của chuyến viếng thăm của người ngoài hành tinh, viện dẫn chưa được giải thích những phát minh và các đột biến lịch sử bất thường trong công nghệ làm bằng chứng cho những tuyên bố của họ. Giả thuyết nhà du hành vũ trụ cổ gợi ý rằng động cơ để người ngoài hành tinh đến thăm Trái Đất nhằm gây ảnh hưởng đến tương lai của nhân loại. Trong thực tế, một số người đề xướng thuyết nhà du hành vũ trụ cổ thậm chí còn đề cập đến nguyên nhân của cuộc chiến tranh thế giới thứ hai và bom nguyên tử như là tác động của sự viếng thăm và hoạt động của người ngoài hành tinh.

### Cố gắng cảnh báo hoặc soi sáng
Thay vì căn cứ mang tính giả thuyết hoặc dựa trên lịch sử, động cơ được đề xuất này cho việc  người ngoài hành tinh đến thăm dựa trên những tài liệu kể về người ngoài hành tinh bắt cóc con người. Theo hầu hết những nạn nhân nghi bị người ngoài hành tinh bắt cóc, một vụ bắt cóc luôn luôn kết thúc với một phần mang tính hướng dẫn, mà người ngoài hành tinh đưa cho nạn nhân bị bắt cóc một trong ba kịch bản khác nhau. Nhìn chung, "người bị bắt cóc" được chỉ dẫn 1) một thế giới bị chiến tranh và dịch bệnh phá hủy, 2) là kết quả của tiến bộ công nghệ ngoài Trái Đất hoặc 3) thực hiện một nhiệm vụ cụ thể. Nhiều lần, "người bị bắt cóc" được cho xem nhiều kịch bản. Theo những người đề xướng thuyết nhà du hành vũ trụ cổ, những câu chuyện bắt cóc hiện đại này phù hợp với câu chuyện phi hành gia cổ đại, tuyên bố rằng phần giảng dạy mang nhiều điểm tương đồng với những lời tiên tri] cổ đại hoặc các buổi sấm truyền. Đặc biệt, việc tiết lộ công nghệ ngoài Trái Đất phù hợp với câu chuyện về những người ngoài hành tinh trợ giúp cho sự tiến bộ của con người.

### Sử dụng thí nghiệm
Một khía cạnh khác của lời chứng thực từ người bị bắt cóc, cung cấp động cơ cho sự thăm viếng của người ngoài hành tinh, là việc sử dụng thí nghiệm. Trong gần như tất cả những lần trải nghiệm của nạn nhân bị người ngoài hành tinh bắt cóc, họ nhớ lại đang được kiểm tra. Theo như lời kể, sự khám nghiệm thường tập trung xung quanh các cơ quan sinh dục của con người, trong khi tâm điểm cũng được nhắm vào sọ và da. Quá trình thí nghiệm này khiến một số người tin rằng động cơ để sinh vật ngoài Trái Đất thăm viếng là sử dụng chức năng cơ thể người nhằm: 1) cứu chủng tộc của họ 2) giúp chủng tộc của chúng ta tồn tại hoặc 3) thay đổi di truyền nhóm gen của con người để phục vụ mục đích của riêng họ.